# Piwonie
Piwonie – kolonia w Polsce położona w województwie wielkopolskim, w powiecie ostrzeszowskim, w gminie Mikstat.